# Marmont-Pachas
Marmont-Pachas ist eine französische Gemeinde mit 165 Einwohnern (Stand: 1. Januar 2022) im Département Lot-et-Garonne in der Region Nouvelle-Aquitaine. Die Gemeinde gehört zum Arrondissement Agen und zum Kanton L’Ouest Agenais.

## Geografie
Marmont-Pachas liegt etwa zwölf Kilometer südsüdwestlich von Agen in der Brulhois. Umgeben wird Marmont-Pachas von den Nachbargemeinden Laplume im Norden und Westen, Moirax im Norden und Nordosten, Layrac im Osten und Nordosten, Astaffort im Osten und Südosten, Pergain-Taillac im Süden sowie Lamontjoie im Südwesten.

## Weblinks

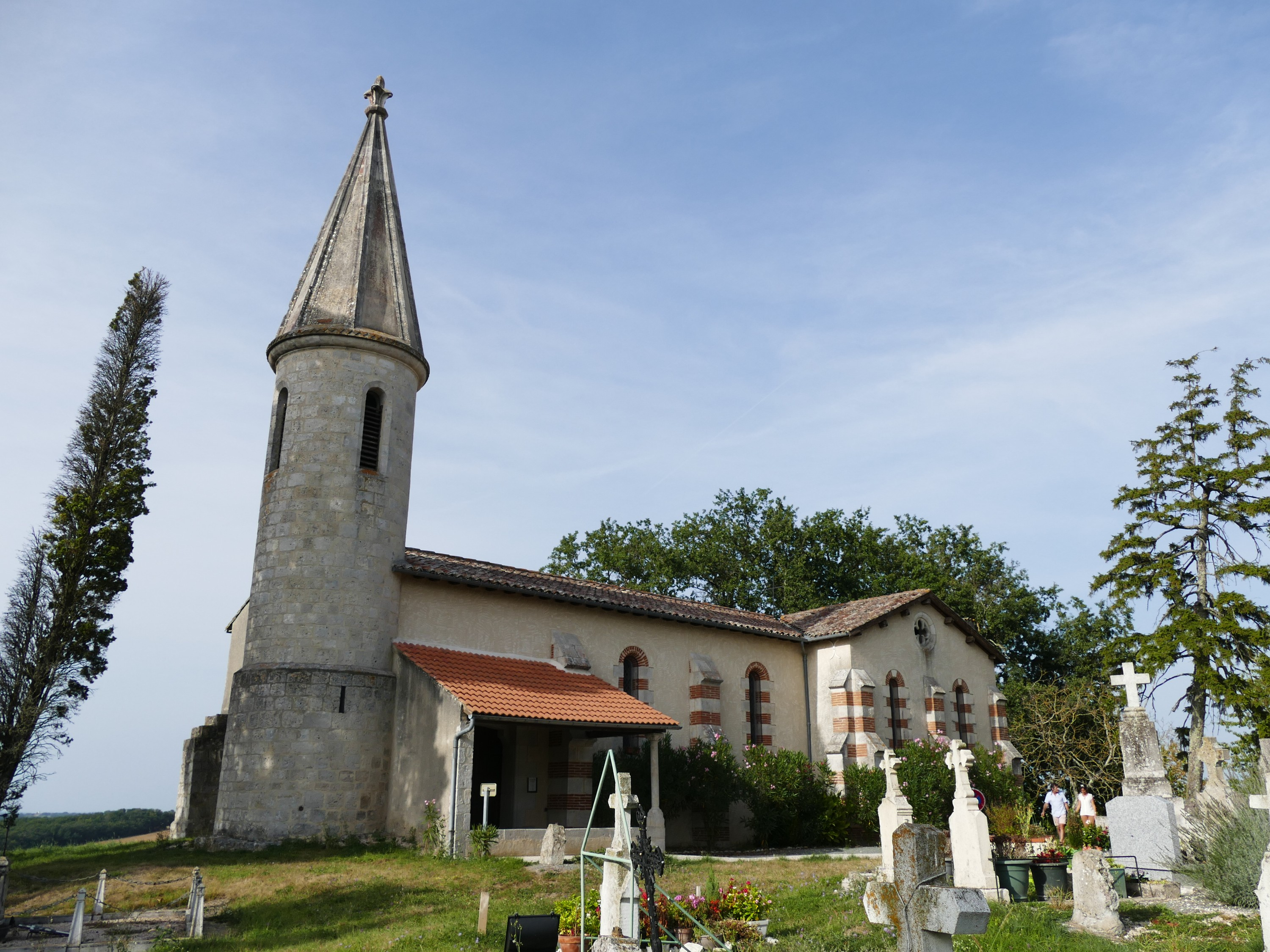
Kirche Notre-Dame

## Bevölkerungsentwicklung
| 1962                       | 1968 | 1975 | 1982 | 1990 | 1999 | 2006 | 2012 | 2018 |
| -------------------------- | ---- | ---- | ---- | ---- | ---- | ---- | ---- | ---- |
| 112                        | 108  | 82   | 76   | 67   | 91   | 121  | 128  | 170  |
| Quellen: Cassini und INSEE |      |      |      |      |      |      |      |      |